# Burgenland
Burgenland là bang cực đông của nước Cộng hòa Áo và là bang nhỏ nhất tính về dân số của nước Áo. Burgenland có ranh giới về phía đông với các vùng Vas và Zala của Hungary, về phía tây với Niederösterreich và Steiermark. Trong miền đồi núi ở phía nam Burgenland có vài km ranh giới với vùng Mura của Slovenia, về phía bắc có biên giới ngắn với các vùng Bratislava và Trnava của Slovakia.